# إيهإيج هيراتا
إيهإيج هيراتا (باليابانية: 平田 英治) (مواليد 16 مايو 1966)، هو لاعب كرة قدم سابق كان يلعب كمهاجم.